# Park Pamięci Ofiar Zbrodni Pomorskiej 1939 w Toruniu
Park Pamięci Ofiar Zbrodni Pomorskiej 1939 w Toruniu – skwer położony w centrum Torunia, w pobliżu Muzeum Etnograficznego im. Marii Znamierowskiej-Prüfferowej, oddany do użytku w październiku 2018 roku.
W parku znajduje się instalacja artystyczna Zbigniewa Mikielewicza zadedykowana Ofiarom Zbrodni Pomorskiej. W skład kompozycji wchodzą:
- Pomnik Pamięci Ofiar Zbrodni Pomorskiej 1939;
- instalacja upamiętniająca nauczycieli, zamordowanych podczas zbrodni pomorskiej 1939;
- instalacja upamiętniająca mieszkańców wsi, zamordowanych podczas zbrodni pomorskiej;
- instalacja upamiętniająca duchownych, zakonników i zakonnice zamordowane podczas zbrodni pomorskiej;
- instalacja upamiętniająca bezimienne ofiary zbrodni pomorskiej;
- instalacja upamiętniająca Józefa Władysława Bednarza;
- instalacja upamiętniająca pracowników służb mundurowych zamordowanych podczas zbrodni pomorskiej;
- instalacja upamiętniająca harcerzy i harcerki pełniących służbę wojenną na Pomorzu w 1939 roku.

Idea utworzenia Pomnika Pamięci Ofiar Zbrodni Pomorskiej powstał w 2008 roku. Pierwotnie miał być odsłonięty w Gdańsku. W 2017 roku Marszałek Województwa Kujawsko-Pomorskiego Piotr Całbecki rozpoczął przygotowania do odsłonięcia pomnika w Toruniu, w przedwojennej stolicy województwa pomorskiego. W ramach prac stworzono Park Pamięci, gdzie miały się znaleźć pomnik. Park, wraz z pomnikiem i instalacjami upamiętniającymi dr Józefa Bednarza i harcerzy oddano do użytku w październiku 2018 roku.
Kolejne instalacje odsłaniano w kolejnych miesiącach. 3 października 2020 roku odsłonięto instalację upamiętniającą zamordowanych nauczycieli. 17 maja 2021 roku odsłonięto instalację upamiętniającą duchownych i zakonników. 1 września 2021 roku odsłonięto instalację upamiętniającą zamordowanych pracowników służb mundurowych. 2 października 2021 roku odsłonięto instalację upamiętniającą bezimienne ofiary zbrodni pomorskiej.
Przy płycie upamiętniającej zamordowanych rolników rosną zboża. Kłosy symbolizują nagle przerwane życie i pracę rolników.